# إدموند روفين
إدموند روفين (بالإنجليزية: Edmund Ruffin) (ولد في الخامس من يناير عام 1794 وتوفي في 18 يونيو عام 1865). كان مزارعًا ثريًا من فيرجينيا ومالكًا للعبيد. خلال العقود الثلاثة الأخيرة قبل الحرب الأهلية الأمريكية، حظيت كتاباته المؤيدة للرق بقدر من الاهتمام أكثر من عمله الزراعي. كان روفين حريصًا على الدفاع عن حقوق الولايات والاستعباد، داعيًا إلى الإنفصال قبل سنوات من الحرب الأهلية، وأصبح ناشطًا سياسيًا مع ما كان يُسمى حينها بـ«آكلي النار». يُنسب لروفين قيامه بـ «إطلاق الطلقة الأولى في الحرب» في معركة فورت سومتر في شهر أبريل من عام 1861 وقاتل كجندي كونفدرالي رغم تقدمه في السن. عندما انتهت الحرب بخسارة الجنوب عام 1865، انتحر بدلًا من الخضوع لـ «حُكم يانكي».
لعل الإرث الرئيس الذي تركه روفين كان في الأساليب التي ساهمت بحفظ وتحسين إنتاجية التربة. أوصى بتناوب الزرع والإضافات بغية تجديد التربة المنهكة من زراعة التبغ الأحادية. في بداية حياته المهنية، درس المستنقعات والسبخات ليتعلم كيفية تعديل حموضة التربة. نشر عددًا من المقالات، وكتابًا عام 1832 حول أبحاثه بخصوص تحسين التربة. عُرف منذ ذلك الحين بـ «أبي علوم التربة» في الولايات المتحدة.

## النشأة والأسرية
ولد روفين في الخامس من يناير عام 1794، في مزرعة ايفيرجرين شرق هوبويل بمقاطعة برينس جورج بولاية فيرجينيا. منحدرًا من ويليام راندولف، وُلد بين أرستقراطية الطبقة المزارعة في فيرجينيا، وورث مساحات كبيرة من الأراضي على طول نهر جيمس. كان والده جورج روفين (1765 – 1810)، وسُمي إدموند على اسم جدّه، إدموند روفين (1744 – 1807)، الذي مثل مقاطعة برينس جورج في مجلس المفوضين خلال الحرب الثورية الأمريكية (1775 – 1778، و1782 – 1788). تلقى تعليمًا خاصًا يتناسب مع منزلته الاجتماعية، ثم التحق بكلية وليام وماري في ويليامزبرغ، فيرجينيا.
في عام 1813، تزوج روفين من سوزان هوتشينس من ويليامزبرغ. انتقل الزوجان إلى مزرعة ورثها روفين عن جده الذي حمل الاسم، في كوجينز بوينت، على طول نهر جيمس في مقاطعة برينس جورج، والتي كانت تعتبر نقطة انطلاق بينديكت أرنولد بعد تبديله ولاءاته وغزوه على طول نهر جيمس (بما في ذلك ريتشموند) في عام 1781. كان لديهم أحد عشر طفلًا قبل وفاة سوزان روفين في عام 1846، مات معظمهم قبل الحرب الأهلية الأمريكية وانتحر والدهم، وهم: إدموند روفين الابن (1814 – 1875)، وأغنيس روفين بيكويث (1816 – 1865)، وجوليان كالكس روفين (1821 – 1864، والتي توفيت خلال معركة دروري بلوف)، وإليزابيث روفين ساير (1821 – 1860)، وريبيكا روفين بلاند (1823 – 1855)، وجين روفين دوبوي (1829 – 1855)، وتشارلز لورين روفين (1832 – 1870؛ خريجة معهد فرجينيا العسكري التي نجت من الحرب)، وإيلا روفين (1832 – 1855)، وآن روفين (1844 – 1863)، وجورج شامبيون روفين (1845 – 1913).

## حياته في فترة ما قبل الحرب

### جنديًا
تطوع روفين كجندي في ميليشيا فرجينيا خلال حرب 1812، وعمل سكرتيرًا لدى فوج المشاة الرابع في فرجينيا، ولكنه لم يقاتل في ساحة المعركة. بعد عقود من ذلك التحق بحرس بالميتو في كارولينا الجنوبية.

### مزارعًا ومفكرًا
كان روفين، مثله مثل غيره من مالكي المزارع في فرجينيا، معتمدًا في زراعته على عمالة العبيد. كان يمتلك عدة مزارع. في عام 1820، كان لديه 52 عبد زنجي وخلاسي في مقاطعة برينس جورج، وزاد الرقم ليصل إلى 86 عبد في عام 1830، و96 في عام 1840. كان تعداد عام 1850 هو الأول الذي يتضمن جداول مستقلة للعبيد، وكان إدموند روفين آنذاك يملك 84 عبدًا في مقاطعة برينس جورج، و41 عبدًا في مقاطعة هانوفر بولاية فيرجينيا.

## وصلات خارجية
- إدموند روفين على موقع الموسوعة البريطانية (الإنجليزية)